# (500513) 2012 TE289
(500513) 2012 TE289 es un asteroide perteneciente al cinturón de asteroides, descubierto el 25 de enero de 2009 por el equipo del Spacewatch desde el Observatorio Nacional de Kitt Peak, Arizona, Estados Unidos.

## Designación y nombre
Designado provisionalmente como 2012 TE289.

## Características orbitales
2012 TE289 está situado a una distancia media del Sol de 3,060 ua, pudiendo alejarse hasta 3,168 ua y acercarse hasta 2,951 ua. Su excentricidad es 0,035 y la inclinación orbital 9,094 grados. Emplea 1955,58 días en completar una órbita alrededor del Sol.

## Características físicas
La magnitud absoluta de 2012 TE289 es 16,4. 